# Francisco Villarroel
Francisco Villarroel (Caracas, Venezuela, 5 de mayo de 1965) es un abogado, escritor, guionista y productor cinematográfico venezolano, conocido por la película Dos otoños en París de 2019, que es la adaptación cinematográfica de su novela homónima publicada en 2007.

## Reseña biográfica
El 5 de mayo de 1965, nació en Caracas, Venezuela. Se graduó de abogado en la Universidad Santa María, realizando estudios de postgrado y maestría en Francia y Malta. Es Doctor y profesor Eméritos de la  Universidad Nacional Experimental Marítima del Caribe (UMC). Durante más de treinta (30) años se dedicó al ejercicio del derecho y a la enseñanza universitaria publicando libros de derecho marítimo y de derecho internacional. Del año 2007 al 2013 fue Presidente de la Asociación Venezolana de Derecho Marítimo y fue distinguido como Miembro Titular del Comité Marítimo Internacional.
En el año 2007 publicó su primera novela que fue llevada al cine Dos otoños en París en el año 2019, que fue seguida de su segunda novela Tango Bar, publicada en el año 2018, cuya adaptación cinematográfica con el mismo nombre fue realizada en el año 2024 . Como actor, guionista y productor de cine, ha realizado las películas que han sido adaptadas de sus novelas.

## Distinciones
- Festival de Cine Entre Largos y Cortos de Oriente (Mejor Productor, 2021)